# 4e régiment de spahis marocains
 (août 2024).
La mise en forme du texte ne suit pas les recommandations de Wikipédia : il faut le « wikifier ».
Les points d'amélioration suivants sont les cas les plus fréquents. Le détail des points à revoir est peut-être précisé sur la page de discussion.
- Les titres sont pré-formatés par le logiciel. Ils ne sont ni en capitales, ni en gras.
- Le texte ne doit pas être écrit en capitales (les noms de famille non plus), ni en gras, ni en italique, ni en « petit »…
- Le gras n'est utilisé que pour surligner le titre de l'article dans l'introduction, une seule fois.
- L'italique est rarement utilisé : mots en langue étrangère, titres d'œuvres, noms de bateaux, etc.
- Les citations ne sont pas en italique mais en corps de texte normal. Elles sont entourées par des guillemets français : « et ».
- Les listes à puces sont à éviter, des paragraphes rédigés étant largement préférés. Les tableaux sont à réserver à la présentation de données structurées (résultats, etc.).
- Les appels de note de bas de page (petits chiffres en exposant, introduits par l'outil «  Source ») sont à placer entre la fin de phrase et le point final[comme ça].
- Les liens internes (vers d'autres articles de Wikipédia) sont à choisir avec parcimonie. Créez des liens vers des articles approfondissant le sujet. Les termes génériques sans rapport avec le sujet sont à éviter, ainsi que les répétitions de liens vers un même terme.
- Les liens externes sont à placer uniquement dans une section « Liens externes », à la fin de l'article. Ces liens sont à choisir avec parcimonie suivant les règles définies. Si un lien sert de source à l'article, son insertion dans le texte est à faire par les notes de bas de page.
- La présentation des références doit suivre les conventions bibliographiques. Il est recommandé d'utiliser les modèles {{Ouvrage}}, {{Chapitre}}, {{Article}}, {{Lien web}} et/ou {{Bibliographie}}. Le mode d'édition visuel peut mettre en forme automatiquement les références.
- Insérer une infobox (cadre d'informations à droite) n'est pas obligatoire pour parachever la mise en page.

Pour une aide détaillée, merci de consulter Aide:Wikification.
Si vous pensez que ces points ont été résolus, vous pouvez retirer ce bandeau et améliorer la mise en forme d'un autre article.
Le 4e régiment de spahis marocains (4e RSM) était une unité de cavalerie qui dépendait de l'Armée de terre française. Formé de cavaliers marocains en 1927, il combat pendant la Seconde Guerre mondiale puis est dissout en 1962.

## Création et différentes dénominations
- 1927 : création du 24e régiment de spahis marocains
- 1943 : devient 4e régiment de reconnaissance marocains (4e RRM)
- ? : prend le nom de 24e régiment de spahis marocains
- 1962 : devient 3e régiment de hussards

## Chefs de Corps
- 1927 : Lieutenant-Colonel Caillon
- 1927 : Colonel de Ganay

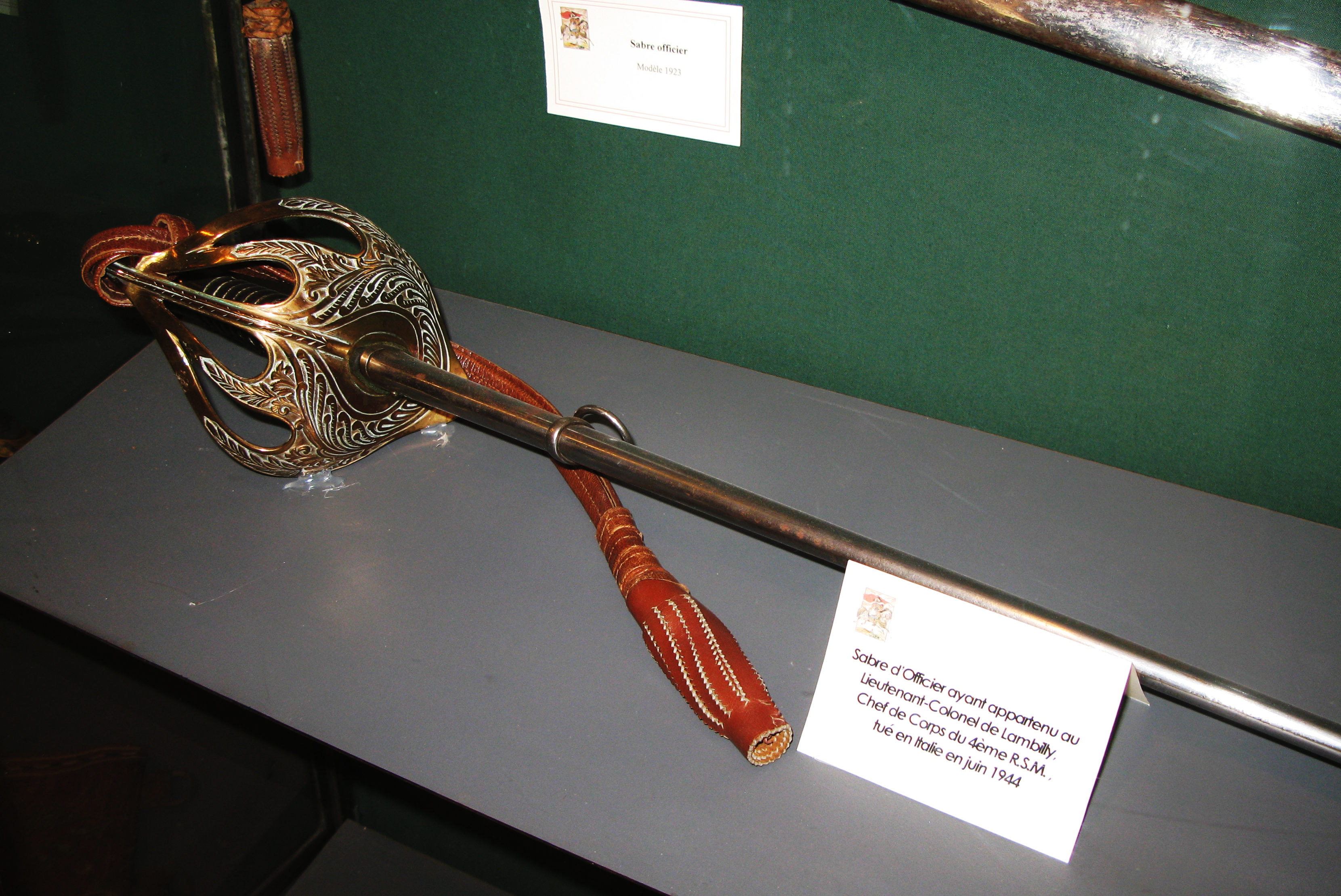
Sabre du lieutenant-colonel de Lambilly, tué en 1944 en Italie.

- 1929 : Lieutenant-Colonel Cristiani
- 1929 : Colonel  Gaston d'Humières
- 1930 : Colonel Pelee de Saint-Maurice
- 1933 : Lieutenant-Colonel Grard
- 1933 : Bertrand du Cor de Duprat de Damrémont
- 1936 : Colonel Paul Jouffrault
- 1939 : Lieutenant-Colonel Roman Amat
- 1940 : Chef d'Escadrons puis Colonel Brunot
- 1943 : Lieutenant-Colonel de Lambilly (mort pour la France le 19 mai 1944 à Monticelli, Italie)
- 1944 : Chef d'Escadrons Dodelier
- 1944 : Lieutenant-Colonel Loth
- 1945 : Lieutenant-Colonel Turnier
- 1945 : Chef d'Escadrons Berge
- 1946 : Lieutenant-Colonel de Mace de Gastines
- 1947 : Colonel Devouges
- 1949 : Lieutenant-Colonel Brusaut
- 1950 : Colonel Dumas de Champvallier
- 1952 : Lieutenant-Colonel Datcharry
- 1955 : Lieutenant-Colonel Marc Martin-Siegfried
- 1956 : Lieutenant-Colonel d'Ornano
- 1958 : Lieutenant-Colonel de Silans
- 1959 : Lieutenant-Colonel de Terras
- 1963 : Lieutenant-Colonel des Moutis

## Historique des garnisons, combats et batailles

### Garnisons
- Au Maroc : Séfrou (-), Fez (1946-1957), Marrakech (-)
- En France : Senlis (1927-1939)
- En Allemagne : Pforzheim (1957-1963)

### Entre-deux-guerres

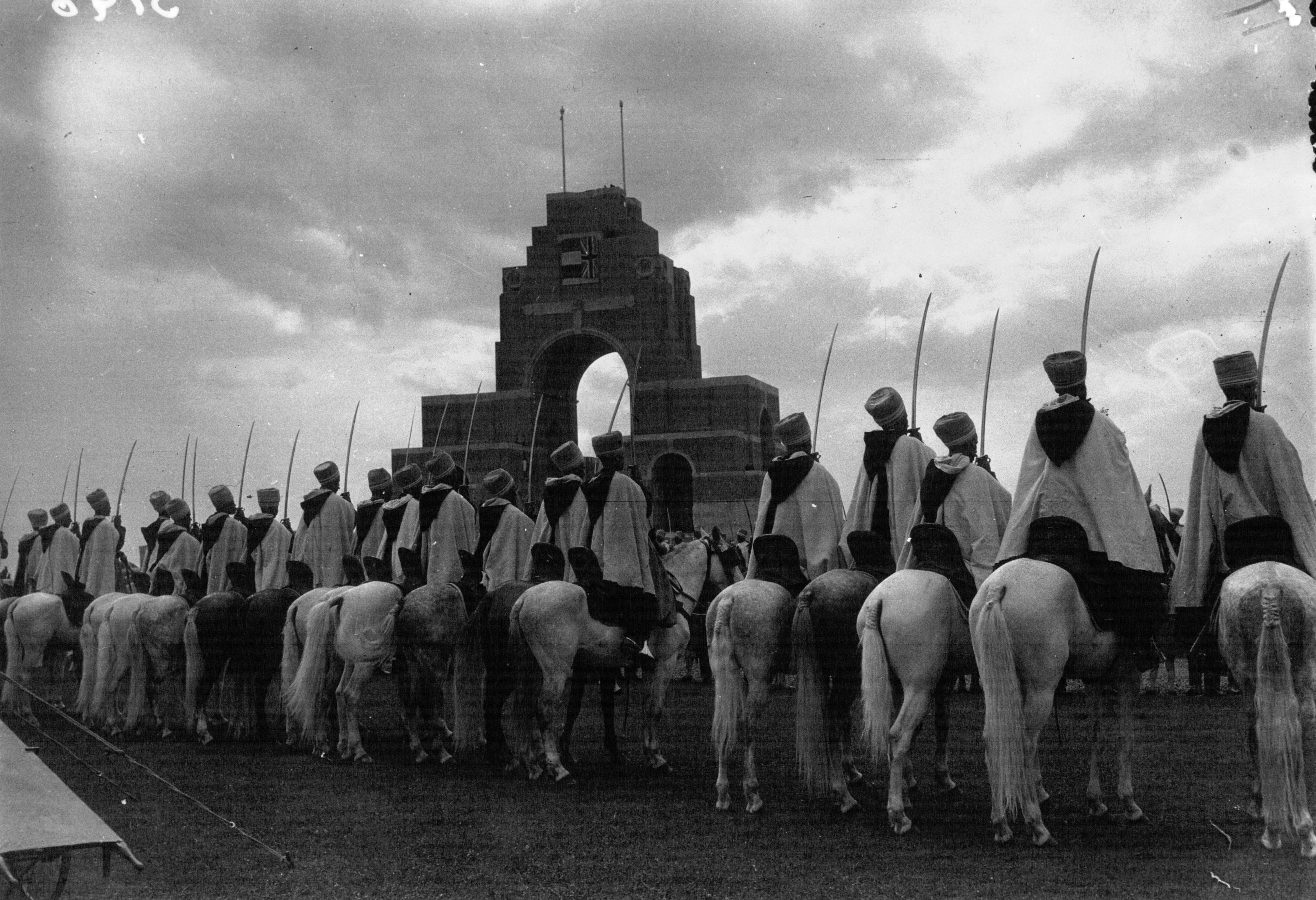
Spahis du 4e RSM devant le mémorial de Thiepval le 1/8/1932.

Le 5e régiment de spahis algériens reçoit des contingents marocains à partir de 1926. En 1927, ces spahis marocains forment le 24e régiment de spahis marocains. Il conservera sur son étendard l'inscription "MAROC 1925-1926", héritée de la campagne du Maroc. 
En 1927, le 24e régiment de spahis marocains est envoyé en garnison en France à Senlis et il y reste jusqu'à la mobilisation de 1939. Il prendra en 1924[Information douteuse] la dénomination de 4e régiment de spahis marocains (4e RSM).

### Seconde Guerre mondiale

#### 1940
Pendant la bataille de France, il forme, avec le 6e régiment de spahis algériens, la 1re brigade de spahis. 
Il combat au Luxembourg, à Longwy, dans les Ardennes, puis dans la vallée du Rhône et ne cesse le combat qu'au cessez-le-feu du 25 juin 1940, ne tenant pas compte de l'armistice signé le 22. 

#### 1943
En 1943, il devient 4e régiment de reconnaissance marocains (4e RRM) au sein de la 4e division marocaine de montagne de la Première Armée française. 
Deux escadrons participent activement à la libération de la Corse. Le régiment sert ensuite durant la campagne d'Italie. Il prend part aux combats d'hiver dans les Abruzzes. Après la rupture de la ligne Gustav, il perd son chef de corps, le lieutenant-colonel de Lambilly, tué à Monticelli lors de l'exploitation de la percée.

#### 1944
En septembre 1944, le régiment débarque en France. Il combat dans le secteur de Briançon, puis en Alsace. 

#### 1945
Après la libération de la France, c'est la campagne d'Allemagne. Il s'illustre à Freudenstadt et pénètre le premier dans le Voralberg autrichien.

### De 1945 à nos jours
Après la guerre, il est rapatrié à Fès et s'y installe pour onze ans.
À l'indépendance du Maroc, il prend les dénominations de 4e régiment de spahis[réf. souhaitée] puis 24e régiment de spahis, par ajout de 20 à son numéro de spahis marocains. Il est stationné à Pforzheim en Allemagne de l'Ouest. 
Il devient 3e régiment de hussards en 1962.

## Étendard
Il porte, cousues en lettres d'or dans ses plis, les inscriptions suivantes :
- Maroc 1925-1926
- Garigliano 1944
- Rome 1944
- Vorarlberg 1945

## Décorations
- Croix de guerre 1939-1945, 3 palmes pour trois citations à l'ordre de l'armée
- Mérite militaire chérifien
- La fourragère est aux couleurs de la croix de guerre 1939-1945 (en fait les couleurs de la croix de guerre 1914-1918, avec une olive distinctive)

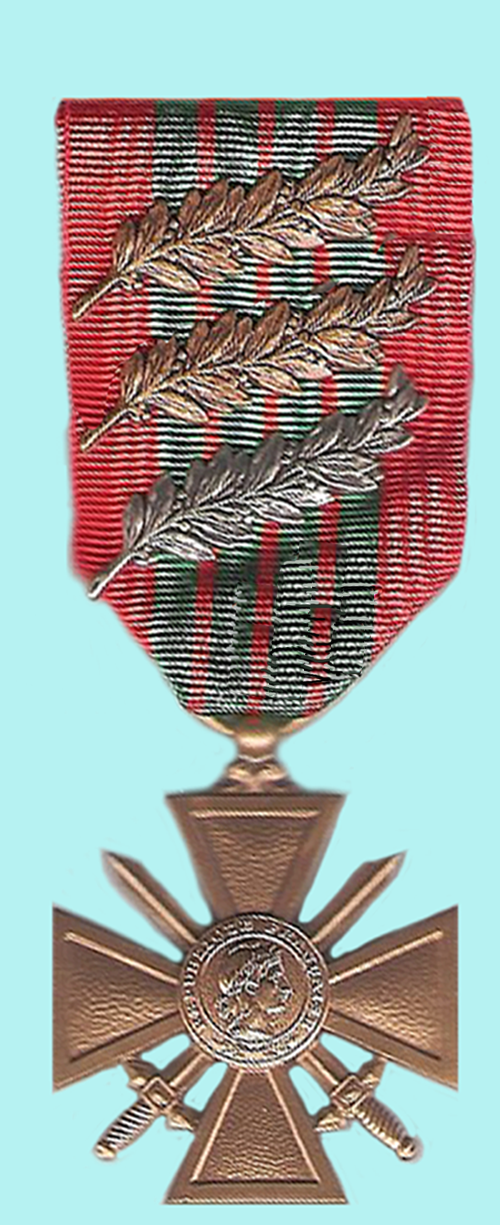
Croix de guerre 1939-1945 avec trois palmes
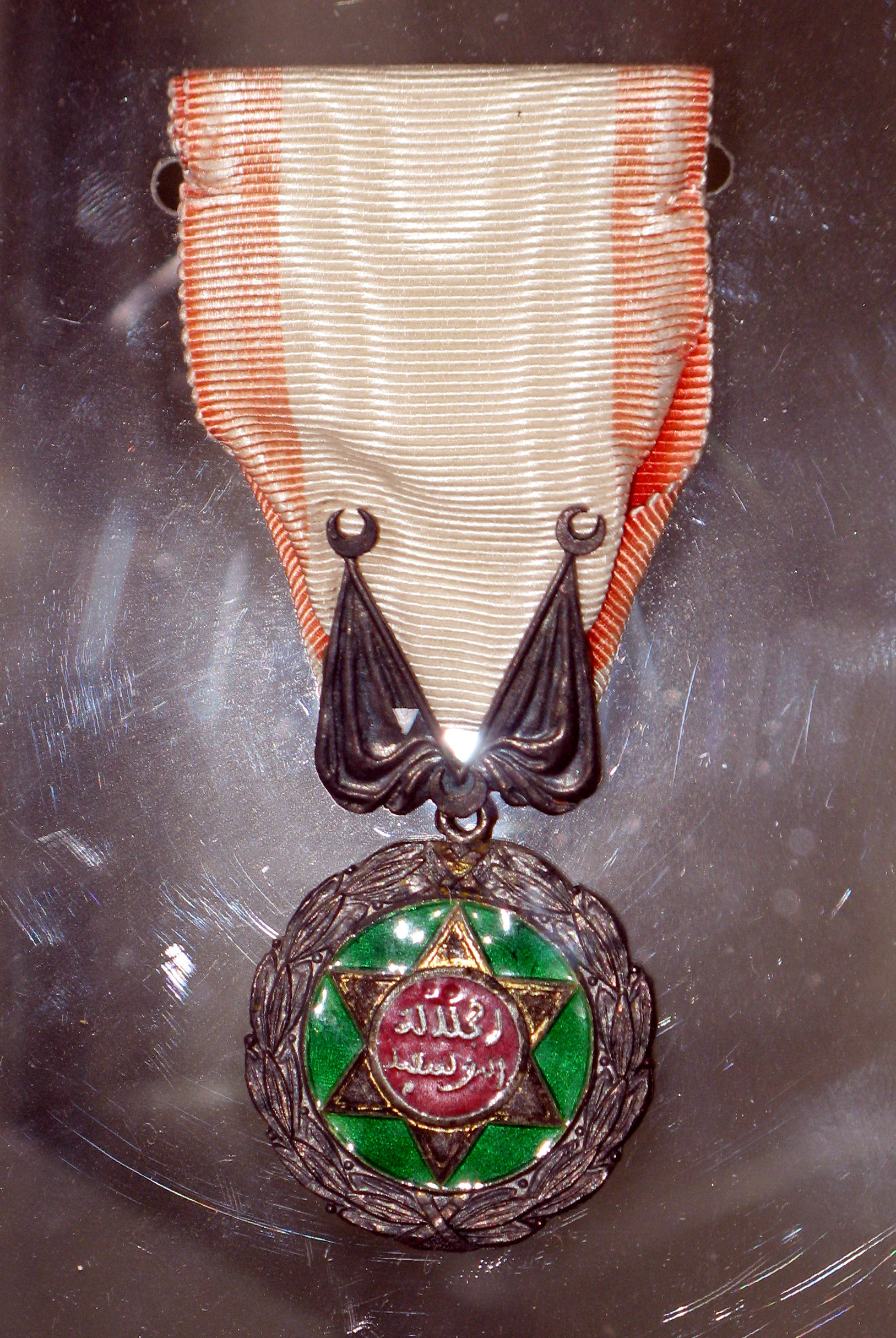
Ordre du mérite militaire chérifien
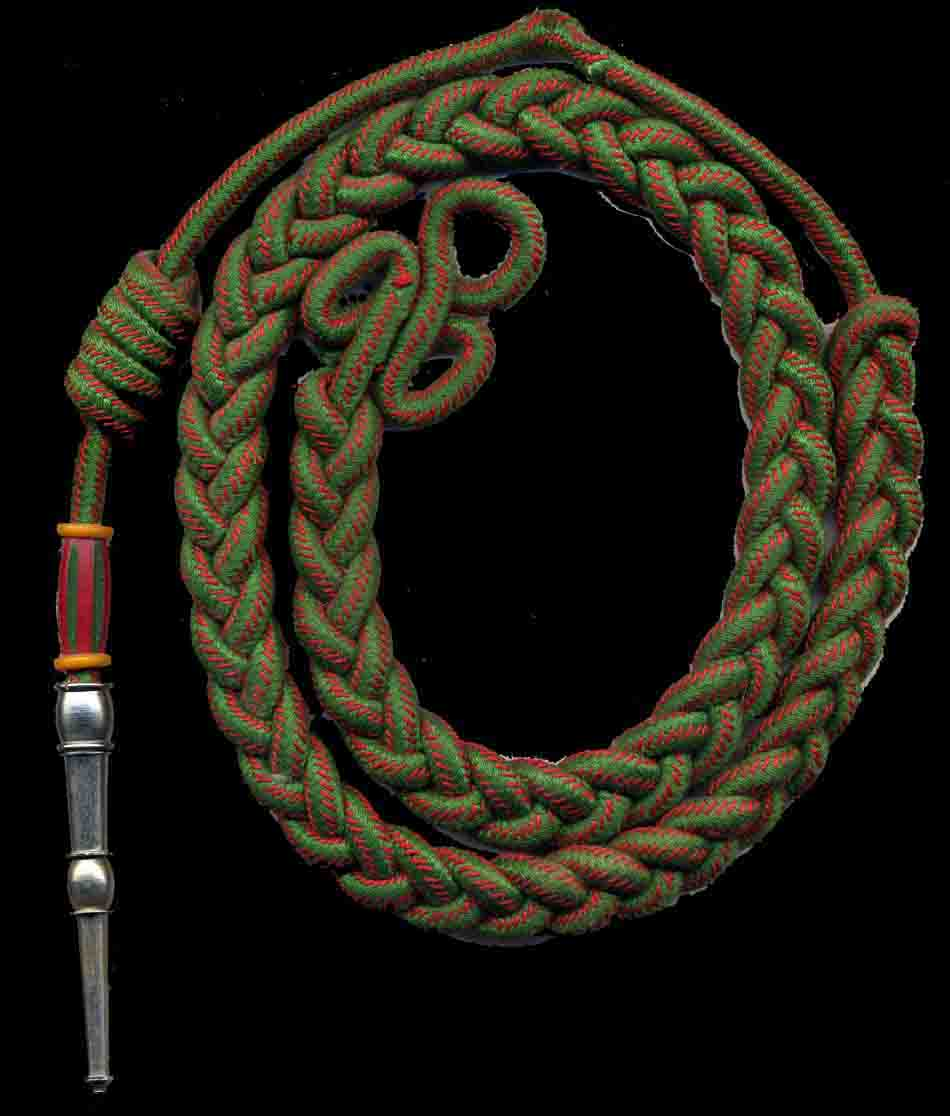
Fourragère aux couleurs du ruban de la croix de guerre 1914-1918, avec olive aux couleurs du ruban de la croix de guerre 1939-1945 (rouge striée de vert)

## Personnalités ayant servi au régiment
- Bertrand du Cor de Duprat de Damrémont, général
- Paul Jourdier, Compagnon de la Libération
- Paul Jouffrault, général
- Marc Martin-Siegfried, Compagnon de la Libération